# Петър Орлов
Петър Димитров Орлов е български учител, деец на късното Българско възраждане в Македония.

## Биография
Орлов е роден в българското костурско село Бобища. Учи в Кожани и в педагогическото училище Запион в Атина. Учител по гръцки е в Битоля (1865 – 1866) и Прилеп (1867 – 1869). Между 1869 и 1872 година е български учител в Битоля. След оттеглянето на Георги Динков от Загоричани през 1872 година, Орлов го замества като учител в едно от първите български училища в Костурско. Подложен е на гонения от костурския владика Иларион, но е защитен от населението на Загоричани. В 1876 – 1877 година е учител в Бобища. По-късно е учител в село Олища. Между 1877 и 1881 година като заместник директор се налага да изпълнява длъжността директор на българските училища в Прилеп, като ги ръководи с помощта на учителите Златко Каратанасов, Григор Алексиев, Пере Ачев, Стефан Зографов, Секула Дръндаров, Илия Здравев и други. След това пак учителства в Загоричани, Воден и други. Поддържа връзки с ВМОРО.
Умира в мизерия в София в 1920 година.